# Ortharbela guttata
Ortharbela guttata is een vlinder uit de familie van de Metarbelidae. De wetenschappelijke naam van deze soort is voor het eerst gepubliceerd in 1910 door Per Olof Christopher Aurivillius.
De soort komt voor in Tanzania. Ze werd ontdekt bij de Kilimanjaro tijdens een Zweedse expeditie geleid door Yngve Sjöstedt in 1905-1906.